# Ralph Jester
Ralph Jester (* 10. Juli 1901 in Tyler, Texas; † 25. September 1991 in Los Angeles, Kalifornien) war ein US-amerikanischer Kostümbildner, Bildhauer und Architekt.

## Leben und Wirken
Jester hatte in Yale studiert und sich am Amerikanischen Konservatorium in Fontainebleau künstlerisch fortgebildet. 1931 kam er das erste Mal nach Hollywood, wo er drei Jahre darauf seine erste lohnenswerte Aufgabe erhielt. Cecil B. DeMille, mit dem er über die folgenden Jahrzehnte hinweg immer mal wieder zusammenarbeiten sollte, ließ ihn einige wichtige, künstlerische Details an seinem opulenten Cleopatra-Film gestalten. Trotz der empfangenen Anerkennung blieb Ralph Jester bis in die 1950er Jahre hinein in der Filmbranche nur ein Gast. 1953 holte ihn DeMille erneut, damit er an den Entwürfen zu den umfangreichen, biblischen Kostümen zu dem Monumentalfilm Die zehn Gebote mitarbeite. Als der Film 1956 in den US-Kinos anlief und Jester seine erste Oscar-Nominierung einbrachte, folgten bis zum Ende desselben Jahrzehnts eine Reihe weiterer Angebote, die zumeist sehr großen Umfang besaßen.
Rasch zeigte sich Jester als besonders befähigt, Kostüme zu historischen wie exotischen, stets aber opulenten Filmstoffen zu gestalten. Für William Dieterle entwarf der Texaner 1956 die Kleider zu Sturm über Persien, zwei Jahre darauf, erneut für DeMille, diesmal die für das Piraten-, Kriegs- und Unabhängigkeitsdrama König der Freibeuter. Dieser Streifen, DeMilles Schwanengesang, brachte Jester seine zweite Oscar-Nominierung ein. Noch im selben Jahr (1958) ereilte Jester ein Auftrag für die Herstellung der Kostüme zu King Vidors Bibelepos Salomon und die Königin von Saba. Anschließend beendete Jester seine filmischen Aktivitäten.
Jester hat auch mehrere ambitionierte Dokumentarfilme über den Ausdruck von Religion in Architektur und Bildhauerei hergestellt. Die filmlose Zeit nutzte Ralph Jester für diverse künstlerische Aktivitäten. 1929 stellte er im Rahmen der Dallas Allied Arts aus, 1934 an der Pennsylvania Academy of the Fine Arts. Darüber hinaus nahm er umfangreiche Lehrtätigkeiten wahr und unterrichtete Kunst und Filmkunst, so beispielsweise an der USC School of Cinematic Arts und an dem Palos Verdes College. Als Architekt schloss er sich zeitweise Lloyd Wright, dem Sohn von Frank Lloyd Wright, an und war am Bau der Wayfarers Chapel, einer futuristischen Glaskirche, beteiligt.
Vom 22. Juni bis zum 4. August 1990 ehrte das Palos Verdes Art Center den viele Jahre auf der Palos-Verdes-Halbinsel lebenden Jester mit einer Ausstellung seiner Filmkreationen in der Norris Film Gallery.

## Filmografie (Spielfilme komplett)
- 1934: Cleopatra (diverse Aktivitäten wie die Gestaltung des Königinthrons, die Büste Cäsars und Mitarbeit an weiteren Plastiken und Kostümen)
- 1935: Kreuzritter – Richard Löwenherz (The Crusades) (genaue Tätigkeit unbekannt)
- 1938: Kentucky Moonshine (nur Malarbeiten)
- 1949: Samson und Delilah (Samson and Delilah) (nur Gestaltung einzelner Szenen)
- 1956: Die zehn Gebote (The Ten Commandments) (Kostüme)
- 1957: Sturm über Persien (Omar Khayyam) (Kostüme)
- 1958: Der Koloß von New York (The Colossus of New York) (nur Entwurf des Kolosskostüms)
- 1958: König der Freibeuter (The Buccaneer) (Kostüme)
- 1959: Salomon und die Königin von Saba (Solomon and Sheba) (Kostüme)